# FI (特許)
FI（エフアイ）は、国際特許分類（IPC）を細分化した日本国特許庁独自の特許文献の分類である。File Indexの略であるが、File Indexという呼び名が使われることはほとんどない。

## 目的
日本では1980年（昭和55年）以来、国際的に共通な分類であるIPCを特許文献の分類として採用している。しかし、日本特有の技術分野や、外国に比べて日本が進んでいる技術分野では、IPCだけではひとつの分類に大量の特許文献が存在し、文献の検索が効率的に行えないという問題がある。
このような技術分野においても特許文献の調査を効率的に行うことができるように、日本国特許庁がIPCを細分化して独自に作成した分類がFIである。IPCが約7万項目であるのに対して、FIは約19万項目から成る。
欧州特許庁（EPO）も同様にIPCを細分化した欧州特許分類（ECLA）を使用していた。2012年には、EPOと米国特許商標庁（USPTO）との共通の分類として共同特許分類（CPC）が作成されたが、これもECLAを基にしており、IPCを細分化した分類である。

## 構成
FIは、IPC4版をベースとして、3桁の数字からなる展開記号、1桁のアルファベットからなる分冊識別記号のいずれか又は両方を付加したものである。なお、IPC、展開記号、分冊識別記号の間は、空白、カンマ、＠で区切られる。概ね半年に一度適宜改正され、データ上は古い分類に対応する新しい分類を追加して付与している（当然、発行された紙公報そのものは修正されない）。
例
- IPC - A21D2/04
- IPC+展開記号 - B31B1/00 301
- IPC+分冊識別記号 - B01D53/02 B
- IPC+展開記号+分冊識別記号 - C04B35/58 104 B